# رغل باتاغوني
رغل باتاغوني (الاسم العلمي: Atriplex patagonica) هو نوع نباتي يتبع جنس الرغل من فصيلة القطيفية.